# Aubord
Aubord este o comună în departamentul Gard din sudul Franței. În 2009 avea o populație de 2.396 de locuitori.

## Evoluția populației
| An        | 1975 | 1982 | 1990  | 1999  | 2006  | 2009  |
| --------- | ---- | ---- | ----- | ----- | ----- | ----- |
| Populație | 483  | 791  | 1.607 | 1.910 | 2.303 | 2.396 |